# Fernando Gabeira
Fernando Paulo Nagle Gabeira (Juiz de Fora (Minas Gerais), 17 de febrero de 1941) es un político, autor y periodista brasileño. Ha sido miembro de la Cámara de Diputados de Brasil por el Estado de Río de Janeiro desde 1995.

## Biografía
Gabeira es conocido por su libro O Que É Isso, Companheiro?, escrito en 1979. El libro narra la historia de la resistencia contra la dictadura militar en Brasil y se enfoca en el secuestro del embajador estadounidense Charles Burke Elbrick en 1969, un evento en el que Gabeira participó como miembro del MR-8. El libro fue llevado al cine en una adaptación de 1997 titulada Cuatro días de septiembre.
Gabeira fue uno de los miembros fundadores del Partido Verde de Brasil, pero abandonó la agrupación en 2002 para unirse al Partido de los Trabajadores. Recientemente, regresó al Partido Verde debido a conflictos con el gobierno de Luiz Inácio Lula da Silva.
Gabeira fue candidato a la posición de alcalde de Río de Janeiro durante las elecciones municipales de Brasil de 2008, pero perdió frente a Eduardo Paes.

### Vida personal
Gabeira estuvo casado con la diseñadora Yamê Reis, con quien tuvo dos hijas: Tami y Maya. La pareja se divorció en 1999. Su hija, Maya Gabeira se convirtió en una surfista profesional.